# Pawieł Swiriepkin
Pawieł Michajłowicz Swiriepkin (ros. Павел Михайлович Свирепкин, ukr. Павло Михайлович Свірьопкін, ur. 22 stycznia 1914 we wsi Doroszowka w rejonie wozniesieńskim, zm. 19 kwietnia 1965 w Kijowie) – radziecki wojskowy, pułkownik, Bohater Związku Radzieckiego (1945).

## Życiorys
Urodził się w ukraińskiej rodzinie chłopskiej. Skończył 7 klas i szkołę uniwersytetu fabryczno-zawodowego, pracował w kołchozie, od 1933 jako ślusarz na budowie moskiewskiego metra, później jako brygadzista przy budowie Pałacu Rad. Od 1936 do 1938 i ponownie od 1940 służył w Armii Czerwonej, był dowódcą czołgu w 11 pułku czołgów, a od września 1940 w 6 pułku czołgów 3 Dywizji Pancernej Leningradzkiego Okręgu Wojskowego i Nadbałtyckiego Okręgu Wojskowego. Od czerwca 1941 uczestniczył w wojnie z Niemcami kolejno jako dowódca czołgu, plutonu czołgów, adiutant batalionu, dowódca batalionu i szef sztabu brygady pancernej, walczył na Froncie Północno-Zachodnim, Południowym, 1 Ukraińskim i 1 Białoruskim. Był dwukrotnie ranny. Od lutego 1942 należał do WKP(b). Od czerwca do września 1943 uczył się na kursach doskonalenia kadry oficerskiej przy Wojskowej Akademii Wojsk Pancernych i Zmechanizowanych. Brał udział w walkach obronnych w rejonie Kowna, Pskowa, Szymska i Nowogrodu (1941), w walkach mających na celu likwidację Zgrupowania Diemjanskiego przeciwnika (1942), w wyzwoleniu Starej Russy, forsowaniu rzeki Mołoczna i operacji melitopolskiej (1943), w operacji rówieńsko-łuckiej, wyzwoleniu Olewska, Sarn, Kowla i operacji brzesko-lubelskiej, forsowaniu Bugu i uchwycenia przyczółka puławskiego na Wiśle (1944), operacji wiślańsko-odrzańskiej, m.in. wyzwalaniu Radomia, Tomaszowa i Łodzi, uchwycenia przyczółka kostrzyńskiego na Odrze, operacji berlińskiej i walkach ulicznych w Berlinie (1945). Jako dowódca batalionu czołgów 65 Brygady Pancernej 11 Korpusu Pancernego 69 Armii 1 Frontu Białoruskiego w stopniu majora wyróżnił się podczas walk o Radom, Tomaszów i Łódź. 18 stycznia 1945 na czele batalionu sforsował Pilicę, następnie w Łodzi zajął lotnisko wraz z 80 samolotami wroga. Po wojnie, 1946-1951 studiował w Wojskowej Akademii Wojsk Pancernych i Zmechanizowanych, później dowodził pułkiem w 25 Gwardyjskiej Dywizji Zmechanizowanej, 1957-1960 był zastępcą dowódcy 81 Gwardyjskiej Dywizji, później wykładał w kijowskiej szkole wojsk pancernych, której został zastępcą naczelnika, w 1964 został zwolniony do rezerwy w stopniu pułkownika.

## Odznaczenia
- Złota Gwiazda Bohatera Związku Radzieckiego (27 lutego 1945)
- Order Lenina (27 lutego 1945)
- Order Czerwonego Sztandaru (4 sierpnia 1944)
- Order Wojny Ojczyźnianej I klasy (19 maja 1945)
- Order Czerwonej Gwiazdy (dwukrotnie, 24 października 1943 i 3 listopada 1953)
- Medal za Odwagę (16 kwietnia 1942)
- Medal „Za zasługi bojowe” (20 czerwca 1949)
- Medal „Za zwycięstwo nad Niemcami w Wielkiej Wojnie Ojczyźnianej 1941–1945”
- Medal „Za wyzwolenie Warszawy”
- Medal „Za zdobycie Berlina”
- Medal jubileuszowy „30 lat Armii Radzieckiej i Floty”